# Erdélyi Tamara
Erdélyi Tamara Andrea (Budapest, 1993. január 13. –) labdarúgó, kapus. Jelenleg az MTK Hungária FC labdarúgója.

## Pályafutása

### Klubcsapatban
2005-ben az MTK Hungária FC csapatában kezdte a labdarúgást. A 2010–11-es idényben egy alkalommal szerepelt az élvonalbeli csapatban és ezzel tagja lett a bajnokcsapatnak.

## Sikerei, díjai
- Magyar bajnokság
  - bajnok: 2010–11, 2012–13
- Magyar kupa
  - győztes: 2013[1]
  - döntős: 2011